# .zw
.zw is het achtervoegsel van domeinnamen in Zimbabwe. .zw-domeinnamen worden uitgegeven door ZISPA, dat verantwoordelijk is voor het topleveldomein 'zw'.